# Гимназија Чачак
Гимназија у Чачку основана је по налогу Вука Караџића 1837. године заједно са Гимназијама у Шапцу и Зајечару. Сама Гимназија је премештана у многе зграде у Чачку да би коначно добила своју наменску зграду почетком 20. века. Данашњу зграду Гимназије пројектовао је 1912. године архитекта Драгутин Маслаћ, а зграда је грађена у раздобљу од 1912. до 1926. године и једно је од најлепших дела српског националног стила. Школа је у октобру 1937, поводом прославе стогодишњице, одликована Орденом Светог Саве I степена.
У Гимназији данас предаје 105 професора у друштвено-језичком и природно-математичком смеру као и у огледном смеру за музичке таленте.
Гимназија је једна од угледнијих средњих школа у Србији, са много освојених награда у свим областима и ранговима разних такмичења.
У дворишту гимназије током радова за нову фискултурну дворану откривени су археолошки налази из римског доба.

## Познати ученици Гимназије
- Патријарх српски Иринеј[3]
- Бранко В. Радичевић
- Татомир Анђелић
- Момчило Настасијевић
- Милан Стојадиновић
- Милутин Достанић
- Бора Ђорђевић
- Мирослав Илић
- Luke Black[4]
- Оскар Бербеља